# Sospetti in famiglia
Sospetti in famiglia è un film di Ted Kotcheff del 1995, con Charles Bronson.

## Trama
L'ispettore della polizia di Milwaukee Paul Fein è un veterano della polizia con quattro figli, due maschi Ben e Eddie che fanno lo stesso lavoro del padre, invece Kate è un'avvocato e Jackie è la più piccola dei figli. Fein dovrà indagare sull'omicidio di un ricco uomo d'affari, in cui viene sospettata proprio sua figlia Jackie.